# Player One
Player One (Ready Player One) è un romanzo di fantascienza distopica del 2011 di Ernest Cline, il primo pubblicato dallo sceneggiatore e scrittore statunitense.
Il titolo originale Ready Player One è stato ripreso nella riedizione italiana del romanzo del 2017 e nella trasposizione cinematografica (Ready Player One del 2018).
Il romanzo si svolge in un prossimo futuro, squallido e sovrappopolato, in cui l'unica speranza di una vita migliore per la gente comune è dentro un'enorme realtà virtuale. È legato al sottogenere letterario detto LitRPG, che unisce la fantascienza a elementi tipici del gioco di ruolo.
Il titolo (lett. "giocatore uno") e il titolo originale ("pronto, giocatore uno") sono tipiche espressioni visualizzate nei classici videogiochi arcade prodotti intorno agli anni ottanta.
Il romanzo infatti è ricco di citazioni legate soprattutto al retrogaming, mentre nel film derivato i rimandi sono stati estesi anche ad altri media e a opere più recenti.

## Trama
Nel 2044 la Terra è un pianeta sovrappopolato e inquinato, in cui la maggior parte degli individui vive in stato di indigenza e le fonti energetiche sono quasi del tutto esaurite. L'unico svago per le persone comuni è OASIS (acronimo di Ontologically Anthropocentric Sensory Immersive Simulation, «Simulazione di Immersione Sensoriale Ontologicamente Antropocentrica»), un mondo virtuale ideato dal programmatore James Halliday a cui si può accedere gratuitamente, grazie a un semplice visore e a un paio di guanti aptici e dove si può svolgere qualunque attività, dalla scuola allo sport. La vita reale è subordinata a quella virtuale: infatti in caso di morte “virtuale” vengono persi tutti i progressi, le skin, i soldi virtuali e la fama.
Alla morte di Halliday si scopre che ha lasciato in eredità il suo mondo virtuale - che vale miliardi di dollari - alla prima persona che riuscirà a risolvere una serie di indovinelli e giochi di intelligenza disseminati nell'universo di OASIS. Milioni di persone (soprannominati Gunter, ossia egg hunter) decidono di cimentarsi nell'impresa e fra questi c'è Wade Owen Watts, un diciottenne nerd sovrappeso appassionato di videogiochi, giochi di ruolo e della cultura degli anni ottanta in generale, che vive con la zia a Oklahoma City nelle "cataste", un distretto colpito dalla povertà e costituito da container e case mobili ammucchiate l'una sull'altra.
Wade ha un vantaggio rispetto a molti Gunter: è cresciuto nel mito di Halliday, conosce tutto della sua vita e dei suoi gusti personali e questo potrebbe rappresentare un notevole vantaggio per la risoluzione degli intricati enigmi. Ma l'opportunità di mettere le mani su OASIS ha attirato anche la IOI (Innovative Online Industries), una potente e spregiudicata multinazionale pronta a tutto pur di vincere la sfida.

## Edizioni
- Ernest Cline, Ready Player One, traduzione di Laura Spini, Mondadori, 2021,  p. 480, ISBN 978-88-04-74183-1.
- Ernest Cline, Ready Player One, traduzione di Laura Spini, DeA Planeta, 2017,  p. 448, ISBN 978-88-511-5333-5.
- Ernest Cline, Player One, traduzione di Laura Spini, collana Special Books N. 10, ISBN Edizioni, 2011,  p. 632, ISBN 978-88-7638-255-0.

## Sequel
Il sequel Ready Player Two è stato pubblicato nel novembre 2020.

## Altri media

### Audiolibro
Da questo romanzo è tratto un audiolibro in lingua originale narrato dall'attore Wil Wheaton.

### Film
La Warner Bros. ha acquistato i diritti del libro nel giugno del 2010 e nel 2014 la regia della pellicola è stata proposta a Christopher Nolan, Robert Zemeckis, Matthew Vaughn, Edgar Wright e Peter Jackson, prima di essere affidata nel marzo del 2015 a Steven Spielberg. Il film è uscito nei cinema mondiali il 28 marzo 2018.